# Хартум (провинция)
Харту́м (араб. الخرطوم‎; транслит: Аl Khartum, англ. Khartoum) — одна из 18 провинций (вилаятов) Судана.
- Территория 22 142 км².
- Население 5 274 321 человека (на 2008 год).

Административный центр — город Хартум также является столицей Судана.

## Административное деление

Административное деление провинции

Провинция делится на 7 округов (дистриктов):
1. Хартум (Khartoum)
2. Ум-Бадда (Um Badda)
3. Омдурман (Omdurman)
4. Карари (Karary)
5. Бахри (Bahri)
6. Шарг Альнил (Sharq Alneel)
7. Южный Хартум (South Khartoum)